# Elias Ymer
Elias Ymer (* 10. dubna 1996 Skara) je švédský profesionální tenista etiopského původu. Ve své dosavadní kariéře na okruhu ATP Tour vyhrál jeden deblový turnaj. Na challengerech ATP a okruhu ITF získal jedenáct titulů ve dvouhře.
Na žebříčku ATP byl ve dvouhře nejvýše klasifikován v květnu 2016 na 118. místě a ve čtyřhře pak v říjnu 2017 na 188. místě. Trénuje ho bratr Rafael Ymer. Dříve tuto roli plnili Galo Blanco (2015) či Robin Söderling (2017–2018).
Ve švédském daviscupovém týmu debutoval v roce 2013 semifinálem 1. skupiny zóny Evropy a Afriky proti Dánsku, v němž prohrál dvouhru s Frederikem Nielsenem a porazil Martina Pedersona. Švédové zvítězili 3:2 na zápasy. Do června 2023 v soutěži nastoupil k dvaceti mezistátním utkáním s bilancí 15–14 ve dvouhře a 1–3 ve čtyřhře.
Mladší bratr Mikael Ymer je také profesionální tenista. Druhým mladším sourozencem je Rafael Ymer. Otec Wondwosen Ymer působil během aktivní sportovní dráhy jako profesionální běžec a matka Kelem Ymerová je lékařka.

## Tenisová kariéra
Ve dvouhře okruhu ATP Tour debutoval na červencovém Swedish Open 2013 v Bastadu, kde v úvodním kole vypadl s Bulharem Grigorem Dimitrovem. Premiérový kariérní vyhraný zápas v této úrovni dosáhl na Swedish Open 2014, kam obdržel divokou kartu. V první fázi zdolal Kazacha Michaila Kukuškina, aby poté nestačil na Portugalce Joãa Sousou. V rámci série Masters odehrál první singlové utkání na Miami Open 2016, kde jej na úvod vyřadil Argentinec Federico Delbonis.
Do premiérového finále na okruhu ATP Tour postoupil ve čtyřhře If Stockholm Open 2016 po boku bratra Mikaela Ymera. V něm za 51 minut deklasovali chorvatsko-novozélandské turnajové čtyřky Mateho Paviće s Michaelem Venusem. V duelu odvrátili všech sedm brejkbolů a naopak využili pět z osmi brejkových příležitostí. Z druhé odehrané deblové soutěže ATP v kariéře tak získal debutový titul. Ve Stockholmu se sourozenci stali prvním švédským vítězným párem od roku 1998 a tehdejších šampionů Nicklase Kultiho a Mikaela Tillströma.
První challengerovou trofej si odvezl z italského Città di Caltanissetta 2015 po finálovém vítězství nad Američanem Bjornem Fratangelem ve dvou setech.
Debut v hlavní soutěži nejvyšší grandslamové kategorie zaznamenal v mužském singlu Australian Open 2015 po zvládnuté tříkolové kvalifikaci, v níž na jeho raketě zůstali Benoît Paire, Jan Mertl a Čong Hjon. V úvodním kole však nenašel recept na japonského hráče Go Soedu po pětisetové bitvě. Na antukovém Barcelona Open Banco Sabadell 2015 přehrál Nizozemce Thiema de Bakkera a Nicka Kyrgiose, než jej ve třetím kole zastavil David Ferrer. V sezóně 2015 se kvalifikoval do všech hlavních soutěží grandslamu. Na US Open 2015 podlehl v úvodní fázi dvouhry Argentinci Diegu Schwartzmanovi.

## Finále na okruhu ATP Tour
| Legenda                   |
| ------------------------- |
| D – dvouhra; Č – čtyřhra  |
| Grand Slam (0)            |
| Turnaj mistrů (0)         |
| ATP Tour Masters 1000 (0) |
| ATP Tour 500 (0)          |
| ATP Tour 250 (1–0 Č)      |

### Čtyřhra: 1 (1–0)
| Stav  | č. | datum          | turnaj             | kategorie | povrch    | spoluhráč   | soupeři ve finále        | výsledek |
| ----- | -- | -------------- | ------------------ | --------- | --------- | ----------- | ------------------------ | -------- |
| Vítěz | 1. | 23. října 2016 | Stockholm, Švédsko | ATP 250   | tvrdý (h) | Mikael Ymer | Mate Pavić Michael Venus | 6–1, 6–1 |

## Finále na challengerech ATP a okruhu Futures
| Legenda                    |
| -------------------------- |
| Challengery (6–3 D; 0–1 Č) |
| Futures (5–1 D; 0–0 Č)     |

### Dvouhra: 15 (11–4)
| Stav      | č. | datum              | turnaj                        | povrch    | soupeř ve finále         | výsledek           |
| --------- | -- | ------------------ | ----------------------------- | --------- | ------------------------ | ------------------ |
| Finalista | 1. | 29. září 2013      | Falun, Švédsko                | tvrdý (h) | Adrien Bossel            | 2–6, 6–4, 1–6      |
| Vítěz     | 1. | 6. dubna 2014      | Šarm aš-Šajch, Egypt          | antuka    | Marko Tepavac            | 6–2, 6–3           |
| Vítěz     | 2. | 13. dubna 2014     | Šarm aš-Šajch, Egypt          | antuka    | Gleb Sakharov            | 7–5, 6–4           |
| Vítěz     | 3. | 10. května 2014    | Båstad, Švédsko               | antuka    | Patrik Rosenholm         | 6–3, 4–6, 7–6(8–6) |
| Vítěz     | 4. | 1. června 2014     | Bacău, Rumunsko               | antuka    | José Hernández-Fernández | 3–6, 7–6(7–2), 7–5 |
| Vítěz     | 5. | 22. června 2014    | Alkmaar, Nizozemsko           | antuka    | Jorge Aguilar            | 6–1, 5–7, 6–2      |
| Vítěz     | 1. | 14. června 2015    | Caltanissetta, Itálie         | antuka    | Bjorn Fratangelo         | 6–3, 6–2           |
| Vítěz     | 2. | 17. dubna 2016     | Barletta, Itálie              | antuka    | Adam Pavlásek            | 7–5, 6–4           |
| Vítěz     | 3. | 20. srpna 2017     | Cordenons, Itálie             | antuka    | Roberto Carballés Baena  | 6–2, 6–3           |
| Vítěz     | 4. | 12. listopadu 2017 | Mouilleron-le-Captif, Francie | tvrdý (h) | Yannick Maden            | 7–5, 6–4           |
| Vítěz     | 5. | 11. listopadu 2018 | Mouilleron-le-Captif, Francie | tvrdý (h) | Yannick Maden            | 6–3, 7–6(7–5)      |
| Vítěz     | 6. | listopad 2018      | Puné, Indie                   | tvrdý     | Prajneš Gunneswaran      | 6–2, 7–5           |
| Finalista | 1. | červen 2019        | Lyon, Francie                 | antuka    | Corentin Moutet          | 4–6, 4–6           |
| Finalista | 2. | červen 2021        | Lyon, Francie                 | antuka    | Pablo Cuevas             | 2–6, 2–6           |
| Finalista | 3. | červen 2022        | Parma, Itálie                 | antuka    | Borna Ćorić              | 6–7(4–7), 0–6      |

### Čtyřhra: 1 (0–1)
| Stav      | č. | datum             | turnaj          | povrch | spoluhráč    | soupeři ve finále            | výsledek                     |
| --------- | -- | ----------------- | --------------- | ------ | ------------ | ---------------------------- | ---------------------------- |
| Finalista | 1. | 27. července 2014 | Tampere, Finsko | antuka | Anton Zajcev | Ruben Gonzales Sean Thornley | 7–6(7–5), 6–7(10–12), [8–10] |